# Gökan Öztürk
Gökan Öztürk, manchmal auch Gökhan Öztürk geschrieben (* 26. September 1992 in Gelsenkirchen), ist ein türkischer Fußballspieler in Diensten von Orhangazispor.

## Karriere

### Verein
Öztürk begann in der Jugendmannschaft von FC Schalke 04 mit dem Vereinsfußball und wechselte zwölf Jahre später in die Jugend von Rot-Weiss Essen. Von Juli 2009 bis Juli 2011 spielte er für die Jugendmannschaften der SpVgg Erkenschwick. Von 2011 bis 2012 spielte er wieder für die 2. Mannschaft von Rot-Weiss Essen. 2014 unterschrieb er bei Darica Genclerbirligi, einem Klub der TFF 2. Lig, seinen ersten Profivertrag. Dort schoss er in 25 Spielen zwei Tore.
Im Sommer 2016 wechselte er zum Ligakonkurrenten Orhangazispor, nachdem sein Vertrag mit Darica Genclerbirligi ausgelaufen war. Er wurde  dort dreizehnmal eingesetzt und schoss ein Tor.
Zur Rückrunde der Saison 2016/17 spielte er für ein halbes Jahr bei Vanspor, wo er in 16 Spielen drei Tore schoss.
Im Sommer 2017 wechselte Öztürk zum Drittligisten Payasspor. Er kam dort zu zwölf weiteren Spielen in der dritten türkischen Liga und wurde zweimal im Pokalwettbewerb Ziraat Türkiye Kupası eingesetzt. Im Frühjahr 2018 löste er einvernehmlich seinen Vertrag mit Payasspor auf und kehrte zu Orhangazispor zurück. Dort bestritt er noch 15 Einsätze, in denen er ein Tor schoss.

### Nationalmannschaft
Öztürk fing früh an, in der deutschen U15-Jugendnationalmannschaft zu spielen.

## Erfolge
Mit FC Schalke 04
- Westfalenpokal 2008